# Pseudaulacaspis poloosta
Pseudaulacaspis poloosta är en insektsart som först beskrevs av Ferris 1953.  Pseudaulacaspis poloosta ingår i släktet Pseudaulacaspis och familjen pansarsköldlöss. Inga underarter finns listade i Catalogue of Life.